# Eschenbach (Lucerna)
Eschenbach (, toponimo tedesco) è un comune svizzero di 3 777 abitanti del Canton Lucerna, nel distretto di Hochdorf.

## Geografia fisica
Eschenbach si estende tra gli imbocchi delle valli della Reuss e Seetal.

## Storia

### Simboli
Lo stemma riprende il blasone dei signori di Eschenbach («d'argento, alla croce ancorata di nero») ai quali fa riferimento anche il castello.

## Monumenti e luoghi d'interesse
- Abbazia di Eschenbach, convento cistercense fondato nel 1285 circa e ricostruito prima del 1309, con chiesa conventuale eretta nel 1911[3];
- Chiesa parrocchiale cattolica del Sacro Cuore, fino al 1911 chiesa convenutale[3].

## Società

### Evoluzione demografica
L'evoluzione demografica è riportata nella seguente tabella:
Abitanti censiti

## Geografia antropica
Il comune fa parte dell'area metropolitana di Lucerna.

### Frazioni
Le frazioni di Eschenbach sono:
- Blatten
- Bründlen
- Herrendingen
- Höndlen
- Mettlen[senza fonte]
- Obereschenbach[3]
- Öggeringen[senza fonte]

## Infrastrutture e trasporti

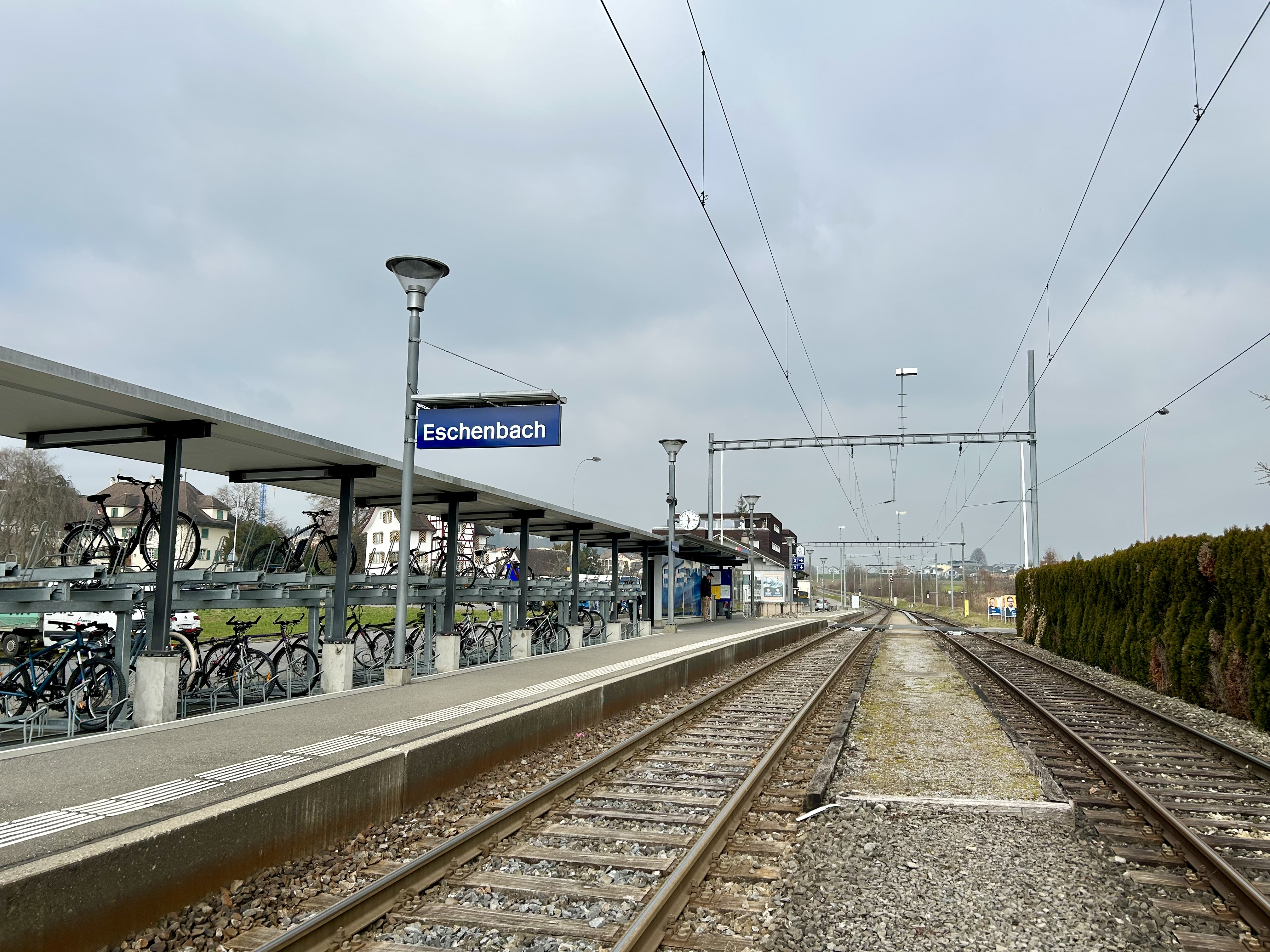
Il piazzale binari della stazione di Eschenbach

Eschenbach è servito dall'omonima stazione delle Ferrovie Federali Svizzere, sulla linea della Seetal.